# Тамале (аэропорт)
Аэропорт «Тамале» (ИАТА: TML, ИКАО: DGLE) — аэропорт, обслуживающий город Тамале, административный центр Северной области Ганы.
Впервые построен в 1968 году по проекту архитекторов В. М. Шипилина, А.В.Лукьянова и конструктора В.И.Голосова.
Городской аэропорт Тамале на текущий момент имеет статус международного аэропорта, со всеми необходимыми удобствами. Он получил международный статус в декабре 2008 года. Переобустройство аэропорта включило в себя: реконструкцию взлетно-посадочной полосы, прокладку подъездных дорог и организацию парковок такси, обновление терминала, модернизацию здания пожарной службы, восстановление диспетчерской вышки, обустройство автостоянок и зала VIP. В терминале представлены офисы таможни, акцизных сборов, Центра Европейских Политических Исследований (англ. Centre for European Policy Studies (CEPS)) и иммиграционной службы.
В модернизации аэропорта участвовало два подрядчика Focal Roads Limited и CONSUL Limited, при консультативном сотрудничестве с BANS Consult. Аэропорт уже принимал некоторые международные рейсы из Южной Африки, Туниса и Анголы во время Кубка африканских наций 2008 (англ. CAN 2008 African Cup), так что есть надежда, что с современным оснащением сможет стать местом прилёта паломников с северных направлений в Мекку для совершения Хаджа.

## Перевозчики и пункты назначения
- Antrak Air (Аккра)
- CiTylink (Аккра)

Следствием обновления статуса аэропорта стало желание многих международных авиаперевозчиков, ранее обслуживающихся только в Международном аэропорте Кучинга, изыскивать возможности обслуживания в Международном Аэропорте Тамале.